# Phytohormon
Phytohormone sind pflanzeneigene (endogene) organische Verbindungen, die als primäre Botenstoffe (sog. Signalmoleküle) Wachstum und Entwicklung der Pflanzen steuern und koordinieren. Neben den echten Phytohormonen gibt es zahlreiche andere sekundäre Pflanzenstoffe, die ebenfalls wachstumsregulatorische Wirkung zeigen, zum Beispiel einige phenolische Verbindungen und Steroide. Diese gehören jedoch definitionsgemäß nicht zu den Pflanzenhormonen. Künstlich erzeugte Botenstoffe zum Wachstum werden im Artikel Wachstumsregulator beschrieben.

## Forschungsgeschichte
Die Entdeckung von hormonartigen Substanzen bei Pflanzen war ein Ergebnis von Untersuchungen des Phototropismus bei Haferkoleoptilen. Die Koleoptile ist eine Hülle, die bei Gräsern wie dem Hafer das Keimblatt umgibt. Charles Darwin und sein Sohn Francis Darwin beschrieben 1880, dass bei der Krümmung der wachsenden Koleoptile in die Richtung seitlich einfallenden Lichts die Koleoptilspitze den Lichtreiz „wahrnimmt“ und in der weiter unten liegenden Streckungszone (vgl. Streckungswachstum) die Krümmung zum Licht hin erfolgt. Wie der Reiz, den man sich zu dieser Zeit noch analog zu einer psychischen Empfindung vorstellte, von der Spitze zur Streckungszone weitergeleitet wird, blieb lange unklar. Der einflussreiche Botaniker Wilhelm Pfeffer vertrat die Auffassung, dass dies über eine Wechselwirkung zwischen den Zellen der Koleoptile geschehe. Erst 1913 stieß Peter Boysen-Jensen eine experimentelle Untersuchung dieser Frage an, indem er zeigte, dass das Einschieben eines Glimmerplättchens auf der Schattenseite der Koleoptile die Krümmung verhindert, während ein Glimmerplättchen auf der Lichtseite keinen Effekt hat. Den endgültigen Beweis, dass es sich um die Diffusion einer Substanz handelt, erbrachte Frits Warmolt Went 1927, indem er Koleoptilspitzen auf Agarplättchen setzte und mit diesen die diffundierende Substanz auf gekappte Koleoptilen aufbrachte. Die Bezeichnung „Phytohormon“ führten Frits A.F.C. Went und Fritz Kögl 1933 ein.

## Wirkungsweise

Strukturformel von Ethylen

Die Pflanzenhormone werden in der Pflanze vom Entstehungs- zu einem spezifischen Wirkungsort transportiert, entweder von Zelle zu Zelle (z. B. Auxine), über die Leitungsbahnen (z. B. Cytokinine), oder über den Gasraum zwischen den Zellen (Ethylen).
Pflanzenhormone regulieren im engen wechselseitigen Zusammenspiel die pflanzlichen Wachstums- und Entwicklungsprozesse und können diese auslösen, hemmen oder fördern.
Sie steuern und koordinieren auf diese Weise das Wachstum von Wurzel, Spross und Blatt, die Entwicklung von Samen und Frucht, die Seneszenz und Abszission, die Apikaldominanz, Ruhepausen von Pflanzen, den Gravitropismus und Phototropismus und viele andere Prozesse.
Entstehungsorte und der auf chemischer Wechselwirkung beruhende Mechanismus sind noch wenig erforscht. Angriffsort der Phytohormone sind hormonspezifische Rezeptorproteine.
Regulierung der Produktion: Die Pflanzenhormone werden entweder
- durch verschiedene enzymatisch gesteuerte Abbaureaktionen irreversibel inaktiviert,

oder
- durch Konjugatbildung mit Monosacchariden oder Aminosäuren in biologisch inaktive Speicherformen überführt. Diese Konjugate haben als reversible (wieder aktivierbare) Deaktivierungsprodukte eine wichtige Funktion im Stoffwechsel der Pflanze.

Während Phytohormone in Gefäßpflanzen ein breites Wirkungsspektrum haben (die sogenannte pleiotrope Wirkung), sind
insbesondere für Auxine, Cytokinine und Abscisinsäure sehr spezifische Effekte auf die Differenzierung des Protonemas der Laubmoose beschrieben.
Bildungsort und Wirkungsort sind oft nicht eindeutig voneinander getrennt.

## Einteilung

Strukturformel der Indol-3-essigsäure, dem wichtigsten Auxin

Chemisch sind Phytohormone keine einheitliche Stoffklasse. 'Klassische' Phytohormone werden unterteilt in fünf Gruppen:
- die vorwiegend wachstumsfördernden Auxine, Cytokinine und Gibberelline,
- sowie die hemmenden Phytohormone Abscisinsäure und Ethylen.

Zudem spielen Brassinosteroide, Jasmonate, Salicylate und Systemin, als einziges Peptidhormon, eine Rolle. Polyamine zählen nicht zu den Phytohormonen, da sie nicht ausschließlich Signalfunktion haben, in der Zelle immer vorhanden sind, als direkte Reaktionspartner agieren (gehen verändert aus der Reaktion hervor, irreversibel) und in hohen Konzentrationen (mM) wirksam sind.
Seit Kurzem ist auch die Stoffgruppe der Strigolactone als Phytohormon akzeptiert. Diese regulieren (auch in Wechselwirkung mit anderen Phytohormonen) z. B. die Verzweigung von der Sprossachse und Hyphen von Arbuskulären Mykorrhizapilzen sowie die Samenkeimung.
| Beispiel                 | Gruppe           | Wirkung | Nutzung |
| ------------------------ | ---------------- | --- | --- |
| Indol-3-essigsäure (IAA) | Auxine           | Zellstreckung, Wurzelbildung, Phototropie, Gravitropie                                                          | Fördern das Zellwachstum, besonders in Sprossspitzen und jungen Geweben. Beteiligt an der Regulierung der Pflanzenarchitektur und der Reaktion auf Umweltfaktoren. |
| Zeatin                   | Cytokinine       | Fördern Zellteilung, verzögern die Alterung, regulieren Spross- und Wurzelwachstum                              | Einsatz in der Pflanzenvermehrung und zur Verzögerung von Blattseneszenz, häufig in der Landwirtschaft genutzt.                                                    |
| Gibberellinsäure (GA)    | Gibberelline     | Fördern das Wachstum von Sprossen und die Samenkeimung, beeinflussen Blühzeitpunkt                              | Verwendung in der Landwirtschaft zur Förderung des Pflanzenwachstums, zur Verbesserung der Fruchtgröße und zur Synchronisierung der Blüte.                         |
| Abscisinsäure (ABA)      |                  | Reguliert den Wasserhaushalt, hemmt das Wachstum, fördert die Samenruhe                                         | Einsatz zur Regulation der Wasserstressreaktionen in Pflanzen und zur Kontrolle der Samenkeimung.                                                                  |
| Ethylen                  |                  | Fördert Fruchtreifung, Blütenöffnung und Absenzen (Abwurf) von Blättern                                         | Verwendung zur Steuerung der Fruchtreifung und -lagerung sowie zur Förderung der Blütenentwicklung in der Landwirtschaft.                                          |
| Brassinolide             | Brassinosteroide | Fördern Zellstreckung, erhöhen die Widerstandsfähigkeit gegenüber Stress                                        | Verwendung zur Verbesserung des Pflanzenwachstums und zur Steigerung der Erträge in der Landwirtschaft.                                                            |
| Jasmonsäure              | Jasmonate        | Reguliert Stressreaktionen, Blütenentwicklung und sekundäre Pflanzenstoffe                                      | Anwendung in der Pflanzenmedizin und zur Förderung der Abwehrmechanismen gegen Schädlinge und Krankheiten.                                                         |
| Salicylsäure             | Salicylate       | Reguliert Abwehrmechanismen, fördert die Systemische Erworbenene Resistenz (SAR)                                | Einsatz zur Förderung der pflanzlichen Abwehrkräfte gegen Pathogene und zur Verbesserung der Stressresistenz.                                                      |
| (+)-Strigol              | Strigolactone    | Regulieren die Wurzelentwicklung, hemmen das Sprosswachstum, fördern die Mykorrhiza-Assoziation                 | Anwendung in der Landwirtschaft zur Regulierung des Pflanzenwachstums und zur Verbesserung der Nährstoffaufnahme durch Wurzelsymbiosen.                            |
| Karrikinolid             | Karrikine        | Fördern die Keimung von Samen, die durch Feuer stimuliert werden                                                | Verwendung in der ökologischen Restaurierung zur Förderung der Keimung nach Brandereignissen.                                                                      |
| Triacontanol             |                  | Fördert das Pflanzenwachstum, verbessert die Photosynthese und die Nährstoffaufnahme                            | Anwendung zur Steigerung des Ertrags und der Pflanzenvitalität in der Landwirtschaft.                                                                              |
| Systemin                 | Peptidhormone    | Reguliert die Abwehrreaktionen gegen Schädlinge und Pathogene                                                   | Anwendung zur Verbesserung der pflanzlichen Abwehrmechanismen und Erhöhung der Resistenz gegen Schädlinge.                                                         |
| Stickstoffmonoxid (NO)   | Stickoxide       | Reguliert Wachstumsprozesse, Stressreaktionen und Seneszenz                                                     | Verwendung zur Förderung der Keimung, Verbesserung der Stressresistenz und Regulierung von Wachstumsprozessen.                                                     |
| Melatonin                |                  | Reguliert die Reaktion auf oxidative Stressbedingungen, beeinflusst Wachstumsprozesse und die Blütenentwicklung | Anwendung zur Verbesserung der Pflanzenresistenz gegen Stress und zur Förderung der Pflanzenentwicklung.                                                           |
| Hydroxycinnamoyl-CoA     |                  | Beteiligt an der Synthese von Phenylpropanoiden und sekundären Metaboliten                                      | Verwendung zur Verbesserung der Pflanzenresistenz und des Aromas in Früchten.                                                                                      |

## Anwendung
- Pflanzenhormone und wirkungsverwandte Wachstumsregulatoren finden in der Land- und Forstwirtschaft sowie im Gartenbau eine breite Anwendung.
- Durch Begasung mit Ethylen beschleunigt man das Reifen unreifer Früchte wie Bananen, Orangen und Zitronen in geschlossenen Lagerhallen. Ebenfalls dient es zur Induktion der Blütenbildung in geschlossenen Gewächshäusern. Zur Beschleunigung des Reifeprozesses von Früchten reichen bereits  nanomolekulare Ethylen-Konzentrationen. Umgekehrt kann man durch kontinuierliches Entfernen des Ethylens aus Lagerhallen für Früchte deren Frische erhalten.[12]